# Nordkorea i olympiska sommarspelen 2008
Nordkorea i olympiska sommarspelen 2008 bestod av 63 idrottare som blivit uttagna av Nordkoreas olympiska kommitté.

## Bordtennis
- Huvudartikel: Bordtennis vid olympiska sommarspelen 2008
- Singel, herrar

| Idrottare     | Gren   | Grundomgång                  | Omgång 1                    | Omgång 2                     | Omgång 3              | Omgång 4             | Kvartsfinal          | Semifinal            | Final                |
| Idrottare     | Gren   | Motståndare Resultat         | Motståndare Resultat        | Motståndare Resultat         | Motståndare Resultat  | Motståndare Resultat | Motståndare Resultat | Motståndare Resultat | Motståndare Resultat |
| ------------- | ------ | ---------------------------- | --------------------------- | ---------------------------- | --------------------- | -------------------- | -------------------- | -------------------- | -------------------- |
| Jang Song-Man | Singel | Marcelo Aguirre (PAR) V 4-0  | Liu Song (ARG) V 4-2        | He Zhi Wen (ESP) V 4-2       | Li Ching (HKG) F 1-4  |                      |                      |                      |                      |
| Kim Hyok-Bong | Singel | Ibrahim Al-Hasan (KUW) V 4-2 | Thiago Monteiro (BRA) V 4-1 | Chiang Peng-Lung (TPE) V 4-2 | Timo Boll (GER) F 1-4 |                      |                      |                      |                      |
| Ri Chol-Guk   | Singel |                              | Robert Gardos (AUT) F 4-3   |                              |                       |                      |                      |                      |                      |

- Singel, damer

| Idrottare   | Gren   | Grundomgång          | Omgång 1                      | Omgång 2                   | Omgång 3                  | Omgång 4             | Kvartsfinal          | Semifinal            | Final                |  |
| Idrottare   | Gren   | Motståndare Resultat | Motståndare Resultat          | Motståndare Resultat       | Motståndare Resultat      | Motståndare Resultat | Motståndare Resultat | Motståndare Resultat | Motståndare Resultat |  |
| ----------- | ------ | -------------------- | ----------------------------- | -------------------------- | ------------------------- | -------------------- | -------------------- | -------------------- | -------------------- |  |
| Kim Jong    | Singel |                      | Fabiola Ramos (VEN) V 4-0     | Daniela Dodean (ROU) V 4-1 | Park Mi-Young (KOR) F 0-4 |                      |                      |                      |                      |  |
| Kim Mi-Yong | Singel |                      | Ruta Paskauskiene (LTU) F 3-4 |                            |                           |                      |                      |                      |                      |  |

## Boxning
- Huvudartikel: Boxning vid olympiska sommarspelen 2008

| Tävlande     | Viktklass | Sextondelsfinal      | Åttondelsfinal       | Kvartsfinal          | Semifinal            | Final                |
| Tävlande     | Viktklass | Motståndare Resultat | Motståndare Resultat | Motståndare Resultat | Motståndare Resultat | Motståndare Resultat |
| ------------ | --------- | -------------------- | -------------------- | -------------------- | -------------------- | -------------------- |
| Kim Song Guk | Lättvikt  | Sow (FRA) L 3-13     | Gick inte vidare     | Gick inte vidare     | Gick inte vidare     | Gick inte vidare     |

## Brottning
- Huvudartikel: Brottning vid olympiska sommarspelen 2008

| Tävlande        | Gren                             | Kvalifikation        | 1/8 Final            | Kvartsfinal          | Semifinal            | Återkval 1           | Återkval 2           | Final                | Placering |
| Tävlande        | Gren                             | Motståndare Resultat | Motståndare Resultat | Motståndare Resultat | Motståndare Resultat | Motståndare Resultat | Motståndare Resultat | Motståndare Resultat | Placering |
| --------------- | -------------------------------- | -------------------- | -------------------- | -------------------- | -------------------- | -------------------- | -------------------- | -------------------- | --------- |
| Yang Kyong-Il   | Fristil, bantamvikt              | Bye                  | Sevdimov (AZE) L     | Gick inte vidare     | Gick inte vidare     | Gick inte vidare     | Gick inte vidare     | Gick inte vidare     |           |
| Yang Chung-Song | Fristil, lättvikt                | Bye                  | Batyrov (BLR) L      | Gick inte vidare     | Gick inte vidare     | Gick inte vidare     | Gick inte vidare     | Gick inte vidare     |           |
| Cha Kwang-Su    | Grekisk-romersk stil, bantamvikt | Bye                  | Hernández (CUB) L    | Gick inte vidare     | Gick inte vidare     | Gick inte vidare     | Gick inte vidare     | Gick inte vidare     |           |

## Bågskytte
- Huvudartikel: Bågskytte vid olympiska sommarspelen 2008
- Damer

| Namn         | Gren         | Rankingrunda | Rankingrunda | 32-delsfinal                | 16-delsfinal                  | 8-delsfinal                | Kvartsfinal                | Semifinal                     | Final                                 | Final            |
| Namn         | Gren         | Poäng        | Seed         | Resultat                    | Resultat                      | Resultat                   | Resultat                   | Resultat                      | Resultat                              | Plats            |
| ------------ | ------------ | ------------ | ------------ | --------------------------- | ----------------------------- | -------------------------- | -------------------------- | ----------------------------- | ------------------------------------- | ---------------- |
| Kwon Un Sil  | Individuellt | 656          | 5            | Abtin (IRI) (60) W 106-96   | Vardineni (IND) (37) W 106-99 | Román (MEX) (12) W 105-100 | Avitia (MEX) (20) W 105-99 | Sung-Hyun (KOR) (1) L 106-109 | Bronsfinal Ok-Hee (KOR) (2) L 106-109 | 4                |
| Son Hye-Yong | Individuellt | 618          | 45           | Avitia (MEX) (20) L 106-107 | Gick inte vidare              | Gick inte vidare           | Gick inte vidare           | Gick inte vidare              | Gick inte vidare                      | Gick inte vidare |

## Fotboll
- Huvudartikel: Fotboll vid olympiska sommarspelen 2008

| Nr          | Namn           | Klubb          | Född              | SM        | Mål       |           | Gult kort · Gult kort · Rött kort | Rött kort |
| Målvakter   | Målvakter      | Målvakter      | Målvakter         | Målvakter | Målvakter | Målvakter | Målvakter                         | Målvakter |
| ----------- | -------------- | -------------- | ----------------- | --------- | --------- | --------- | --------------------------------- | --------- |
| 1           | Jon Myong Hui  | Rimyongsu      | 7 augusti 1986    | 0         | 0         | 0         | 0                                 | 0         |
| 18          | Han Hye Yong   | Pyongyang City | 4 mars 1985       | 0         | 0         | 0         | 0                                 | 0         |
| Försvarare  |                |                |                   |           |           |           |                                   |           |
| 3           | Om Jong Ran    | April 25       | 10 oktober 1985   | 0         | 0         | 0         | 0                                 | 0         |
| 4           | Jang Yong Ok   | April 25       | 17 september 1982 | 0         | 0         | 0         | 0                                 | 0         |
| 5           | Song Jong Sun  | Amrokgang      | 11 mars 1981      | 0         | 0         | 0         | 0                                 | 0         |
| 12          | Ri Un Hyang    | Amrokgang      | 15 maj 1988       | 0         | 0         | 0         | 0                                 | 0         |
| 13          | Yu Jong Hui    | April 25       | 21 mars 1986      | 0         | 0         | 0         | 0                                 | 0         |
| 14          | Jang Il Ok     | April 25       | 10 oktober 1986   | 0         | 0         | 0         | 0                                 | 0         |
| 15          | Sonu Kyong Sun | April 25       | 28 september 1983 | 0         | 0         | 0         | 0                                 | 0         |
| 16          | Kong Hye Ok    | April 25       | 19 juli 1983      | 0         | 0         | 0         | 0                                 | 0         |
| Mittfältare |                |                |                   |           |           |           |                                   |           |
| 2           | Kim Kyong Hwa  | April 25       | 28 mars 1986      | 0         | 0         | 0         | 0                                 | 0         |
| 7           | Ho Sun Hui     | Amrokgang      | 5 mars 1980       | 0         | 0         | 0         | 0                                 | 0         |
| 9           | Ri Un Suk      | April 25       | 1 januari 1986    | 0         | 0         | 0         | 0                                 | 0         |
| 11          | Ri Un Gyong    | Wolmido        | 19 november 1980  | 0         | 0         | 0         | 0                                 | 0         |
| Anfallare   |                |                |                   |           |           |           |                                   |           |
| 6           | Kim Ok Sim     | Rimyongsu      | 2 juli 1987       | 0         | 0         | 0         | 0                                 | 0         |
| 8           | Kil Son Hui    | Rimyongsu      | 7 mars 1986       | 0         | 0         | 0         | 0                                 | 0         |
| 10          | Ri Kum Suk     | April 25       | 16 augusti 1978   | 0         | 0         | 0         | 0                                 | 0         |
| 17          | Kim Yong Ae    | April 25       | 7 mars 1983       | 0         | 0         | 0         | 0                                 | 0         |
| Coach       |                |                |                   |           |           |           |                                   |           |
|             | Kim Kwang Min  |                |                   |           |           |           |                                   |           |

- Grupp F

| Lag       | S | V | O | F | GM | IM | MS | P |
| --------- | - | - | - | - | -- | -- | -- | - |
| Brasilien | 3 | 2 | 1 | 0 | 5  | 2  | +3 | 7 |
| Tyskland  | 3 | 2 | 1 | 0 | 2  | 0  | +2 | 7 |
| Nordkorea | 3 | 1 | 0 | 2 | 2  | 3  | −1 | 3 |
| Nigeria   | 3 | 0 | 0 | 3 | 1  | 5  | −4 | 0 |

|       | 6 augusti 2008 | Nordkorea         | 1 – 0           | Nigeria | Shenyang Olympic Stadium, Shenyang                          |                                                             |
| 19.45 | 19.45          | Kim Kyong-Hwa 27′ | (1 – 0) Rapport |         | Publik: 24 084 Domare: Shane de Silva (Trinidad and Tobago) | Publik: 24 084 Domare: Shane de Silva (Trinidad and Tobago) |
| 19.45 | 19.45          |                   |                 |         | Publik: 24 084 Domare: Shane de Silva (Trinidad and Tobago) | Publik: 24 084 Domare: Shane de Silva (Trinidad and Tobago) |
| 19.45 | 19.45          |                   |                 |         | Publik: 24 084 Domare: Shane de Silva (Trinidad and Tobago) | Publik: 24 084 Domare: Shane de Silva (Trinidad and Tobago) |

|       | 9 augusti 2008 | Brasilien             | 2 – 1           | Nordkorea      | Shenyang Olympic Stadium, Shenyang       |                                          |
| 19.45 | 19.45          | Daniela 14′ Marta 23′ | (2 – 0) Rapport | 90′ Ri Kum-Suk | Publik: 19 616 Domare: Niu Huijun (Kina) | Publik: 19 616 Domare: Niu Huijun (Kina) |
| 19.45 | 19.45          |                       |                 |                | Publik: 19 616 Domare: Niu Huijun (Kina) | Publik: 19 616 Domare: Niu Huijun (Kina) |
| 19.45 | 19.45          |                       |                 |                | Publik: 19 616 Domare: Niu Huijun (Kina) | Publik: 19 616 Domare: Niu Huijun (Kina) |

|       | 12 augusti 2008 | Nordkorea | 0 – 1           | Tyskland   | Tianjin Olympic Center Stadium, Tianjin               |                                                       |
| 17.00 | 17.00           |           | (0 – 0) Rapport | 86′ Mittag | Publik: 12 387 Domare: Dianne Ferreira-James (Guyana) | Publik: 12 387 Domare: Dianne Ferreira-James (Guyana) |
| 17.00 | 17.00           |           |                 |            | Publik: 12 387 Domare: Dianne Ferreira-James (Guyana) | Publik: 12 387 Domare: Dianne Ferreira-James (Guyana) |
| 17.00 | 17.00           |           |                 |            | Publik: 12 387 Domare: Dianne Ferreira-James (Guyana) | Publik: 12 387 Domare: Dianne Ferreira-James (Guyana) |

- Ranking av tredjeplacerade lag

| Lag       | S | V | O | F | GM | IM | MS | P |
| --------- | - | - | - | - | -- | -- | -- | - |
| Japan     | 3 | 1 | 1 | 1 | 7  | 4  | +3 | 4 |
| Kanada    | 3 | 1 | 1 | 1 | 4  | 4  | 0  | 4 |
| Nordkorea | 3 | 1 | 0 | 2 | 2  | 3  | −1 | 3 |

## Friidrott
- Huvudartikel: Friidrott vid olympiska sommarspelen 2008

Förkortningar
- Noteringar – Placeringarna avser endast löparens eget heat
- Q = Kvalificerad till nästa omgång
- q = Kvalificerade sig till nästa omgång som den snabbaste idrottaren eller, i fältgrenarna, via placering utan att uppnå kvalgränsen.
- NR = Nationellt rekord
- N/A = Omgången ingick inte i grenen
- Bye = Idrottaren behövde inte delta i denna omgång

Herrar
| Idrottare     | Gren    | Final    | Final     |
| Idrottare     | Gren    | Resultat | Placering |
| ------------- | ------- | -------- | --------- |
| Kim Il-Nam    | Maraton | 2:21:51  | 42        |
| Pak Song-Chol | Maraton | 2:21:16  | 40        |
| Ri Kum-Song   | Maraton | 2:19:08  | 33        |

Damer
| Idrottare    | Gren    | Final    | Final     |
| Idrottare    | Gren    | Resultat | Placering |
| ------------ | ------- | -------- | --------- |
| Jo Bun-Hui   | Maraton | 2:37:04  | 48        |
| Jong Yong-Ok | Maraton | 2:34:52  | 36        |
| Kim Kum-Ok   | Maraton | 2:30:01  | 12        |

## Gymnastik
- Huvudartikel: Gymnastik vid olympiska sommarspelen 2008

### Artistisk gymnastik
Damer
| Gymnast      | Gren     | Kval    | Kval    | Kval    | Kval    | Kval   | Kval      | Final            | Final            | Final            | Final            | Final            | Final            |
| Gymnast      | Gren     | Redskap | Redskap | Redskap | Redskap | Totalt | Placering | Redskap          | Redskap          | Redskap          | Redskap          | Totalt           | Placering        |
| Gymnast      | Gren     | F       | V       | UB      | BB      | Totalt | Placering | F                | V                | UB               | BB               | Totalt           | Placering        |
| ------------ | -------- | ------- | ------- | ------- | ------- | ------ | --------- | ---------------- | ---------------- | ---------------- | ---------------- | ---------------- | ---------------- |
| Cha Yong Hwa | Hopp     | i.u.    | 13.750  | i.u.    | i.u.    | 13.750 | =74       | Gick inte vidare | Gick inte vidare | Gick inte vidare | Gick inte vidare | Gick inte vidare | Gick inte vidare |
| Cha Yong Hwa | Barr     | i.u.    | i.u.    | 15.175  | i.u.    | 15.175 | 12        | Gick inte vidare | Gick inte vidare | Gick inte vidare | Gick inte vidare | Gick inte vidare | Gick inte vidare |
| Hong Un Jong | Mångkamp | 13.850  | 15.650  | 14.100  | 12.825  | 56.425 | 41        | Gick inte vidare | Gick inte vidare | Gick inte vidare | Gick inte vidare | Gick inte vidare | Gick inte vidare |
| Hong Un Jong | Hopp     | i.u.    | 15.725  | i.u.    | i.u.    | 15.725 | 2 Q       | i.u.             | 15.650           | i.u.             | i.u.             | 15.650           | 1                |

## Judo
Herrar
| Idrottare     | Gren                    | Inledande omgång     | Sextondelsfinal                 | Åttondelsfinal                 | Kvartsfinal                | Semifinal                  | Återkval 1           | Återkval 2                    | Återkval 3           | Final / BM                 | Final / BM       |
| Idrottare     | Gren                    | Motståndare Resultat | Motståndare Resultat            | Motståndare Resultat           | Motståndare Resultat       | Motståndare Resultat       | Motståndare Resultat | Motståndare Resultat          | Motståndare Resultat | Motståndare Resultat       | Placering        |
| ------------- | ----------------------- | -------------------- | ------------------------------- | ------------------------------ | -------------------------- | -------------------------- | -------------------- | ----------------------------- | -------------------- | -------------------------- | ---------------- |
| Kim Kyong-Jin | Extra lättvikt (-60 kg) | BYE                  | Norbert (MAD) W 1000–0000       | Davtyan (ARM) W 0022–0000      | Paischer (AUT) L 0000–0020 | Gick inte vidare           | BYE                  | Fallon (GBR) L 0001–0100      | Gick inte vidare     | Gick inte vidare           | Gick inte vidare |
| Pak Chol-Min  | Halv lättvikt (-66 kg)  | BYE                  | Nurmuhammedow (TKM) W 1000–0000 | Casale (ITA) W 0010–0001       | Dias (POR) W 0002–0000     | Darbelet (FRA) L 0001–0210 | BYE                  | BYE                           | BYE                  | Sharipov (UZB) W 0100–0001 | 3                |
| Kim Chol-Su   | Lättvikt (-73 kg)       | i.u.                 | Girones (CUB) W 1000–0001       | Kevkhishvili (GEO) W 0111–0110 | Mammadli (AZE) L 0000–0200 | Gick inte vidare           | BYE                  | van Tichelt (BEL) L 0000–1011 | Gick inte vidare     | Gick inte vidare           | Gick inte vidare |

Damer
| Idrottare   | Gren                     | Sextondelsfinal             | Åttondelsfinal              | Kvartsfinal                    | Semifinal                  | Återkval 1           | Återkval 2           | Återkval 3           | Final / BM               | Final / BM       |
| Idrottare   | Gren                     | Motståndare Resultat        | Motståndare Resultat        | Motståndare Resultat           | Motståndare Resultat       | Motståndare Resultat | Motståndare Resultat | Motståndare Resultat | Motståndare Resultat     | Placering        |
| ----------- | ------------------------ | --------------------------- | --------------------------- | ------------------------------ | -------------------------- | -------------------- | -------------------- | -------------------- | ------------------------ | ---------------- |
| Pak Ok-Song | Extra lättvikt (-48 kg)  | BYE                         | Hormigo (POR) W 0100–0000   | Nurgazina (KAZ) W 0011–0001    | Bermoy (CUB) L 0000–1021   | BYE                  | BYE                  | BYE                  | Pareto (ARG) L 0001–0100 | 5                |
| An Kum-Ae   | Halv lättvikt (-52 kg)   | Mestre (CUB) W 0201–0000    | Velázquez (VEN) W 0010–0001 | Kaliyeva (KAZ) W 0200–0000     | Nakamura (JPN) W 0001–0000 | BYE                  | BYE                  | BYE                  | Xian (CHN) L 0001–0011   | 2                |
| Kye Sun-Hui | Lättvikt (-57 kg)        | Filzmoser (AUT) W 1001–0001 | Harel (FRA) L 0010–0101     | Gick inte vidare               | Gick inte vidare           | Gick inte vidare     | Gick inte vidare     | Gick inte vidare     | Gick inte vidare         | Gick inte vidare |
| Won Ok-Im   | Halv mellanvikt (-63 kg) | BYE                         | Krukower (ARG) W 0020–0010  | Willeboordse (NED) W 0200–0000 | Décosse (FRA) L 0000–0211  | BYE                  | BYE                  | BYE                  | Heill (AUT) W 0110–0001  | 3                |

## Konstsim
| Idrottare                 | Gren           | Teknisk rutin | Teknisk rutin | Fri rutin (inledande) | Fri rutin (inledande)  | Fri rutin (inledande) | Fri rutin (final) | Fri rutin (final)      | Fri rutin (final) |
| Idrottare                 | Gren           | Poäng         | Placering     | Poäng                 | Totalt (teknisk + fri) | Placering             | Placering         | Totalt (teknisk + fri) | Placering         |
| ------------------------- | -------------- | ------------- | ------------- | --------------------- | ---------------------- | --------------------- | ----------------- | ---------------------- | ----------------- |
| Kim Yong-Mi Wang Ok-Gyong | Damernas duett | 42.917        | 16            | 43.584                | 86.501                 | 16                    | Gick inte vidare  | Gick inte vidare       | Gick inte vidare  |

## Simhopp
Herrar
| Idrottare    | Gren | Kval   | Kval      | Semifinal        | Semifinal        | Final            | Final            |
| Idrottare    | Gren | Poäng  | Placering | Poäng            | Placering        | Poäng            | Placering        |
| ------------ | ---- | ------ | --------- | ---------------- | ---------------- | ---------------- | ---------------- |
| Kim Chon-man | 3 m  | 328,85 | 30        | Gick inte vidare | Gick inte vidare | Gick inte vidare | Gick inte vidare |

Damer
| Idrottare                 | Gren             | Kval   | Kval      | Semifinal | Semifinal | Final            | Final            |
| Idrottare                 | Gren             | Poäng  | Placering | Poäng     | Placering | Poäng            | Placering        |
| ------------------------- | ---------------- | ------ | --------- | --------- | --------- | ---------------- | ---------------- |
| Kim Jin-ok                | 10 m             | 291,90 | 18 Q      | 259,40    | 17        | Gick inte vidare | Gick inte vidare |
| Kim Un-hyang              | 10 m             | 316,20 | 13 Q      | 267,00    | 16        | Gick inte vidare | Gick inte vidare |
| Choe Kum-hui Kim Un-hyang | 10 m parhoppning | i.u.   | i.u.      | i.u.      | i.u.      | 308,10           | 6                |

## Skytte
- Huvudartikel: Skytte vid olympiska sommarspelen 2008

## Tyngdlyftning
- Huvudartikel: Tyngdlyftning vid olympiska sommarspelen 2008